# 第三回全国基督教信徒大親睦会
第三回全国基督教信徒大親睦会（だいさんかいぜんこくキリストきょうしんとだいしんぼくかい）は、1883年5月8日から12日の5日間に東京府にある新栄橋教会(新栄會堂)、浅草會堂、井生村楼(井生村樓)などを会場にして行われた集会で、全国各地のキリスト者が相互の親睦交流や伝道上の協議のために行われた。日本のプロテスタント信者の超教派の集会である。基督教信徒大親睦会、日本基督教大親睦会とも言われる。

## 歴史

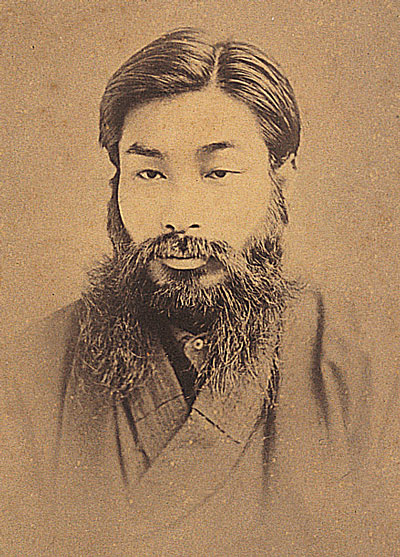
議長を務めた大阪基督教会の宮川経輝

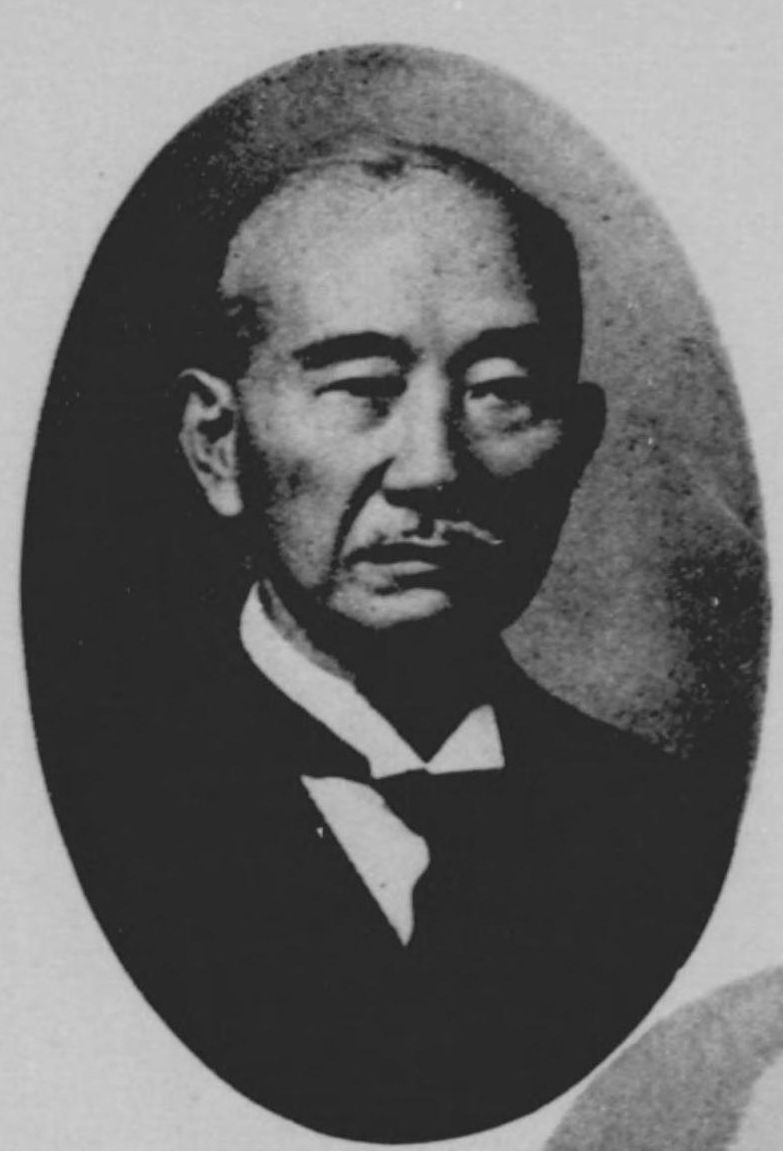
副議長を務めた明治学院の井深梶之助

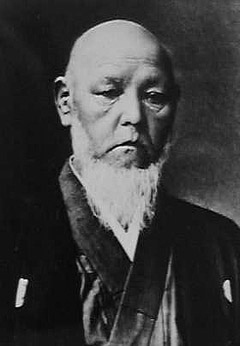
幹部の一人であった津田仙

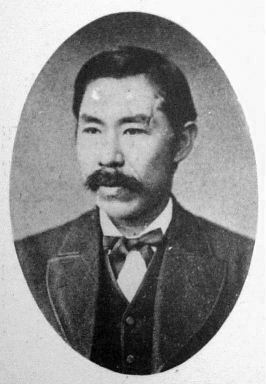
幹部の一人であった新島襄

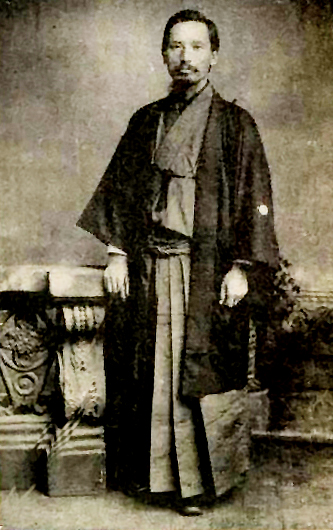
幹部の一人であった押川方義

日本各地にいるキリスト教の指導者が2、3年に一度集まって数日間プログラムを共に準備して、親交を分かち合い、情報を交換する目的で開かれた。
第一回は1878年に東京築地の新栄橋教会行われ、第二回は1880年に大阪の梅花女学校で行われた。そして、第三回目は再び東京築地の新栄橋教会で1883年に行われた。
議長には宮川経輝(日本組合基督教会)、副議長に井深梶之助(日本基督一致教会)が選出された。この会に代表を出席させた教会は38教会あった。
1883年頃から起きていた明治のリバイバルの影響で、日本の救霊への情熱が最初から高揚していた。明治の基督教会を代表する人材が一堂に会したが、その中でも罪の悔い改めや、救いの確信に満たされ、伝道に新たな意欲を燃やす人が続出した。参加者はこの感動を自分の教会に持ち帰って伝道をしたと言われる。
。これらの集会をきっかけにリバイバルが全国に広がった。
大会終了後も、5月18日19日に、久松座（明治座）で基督教大演説会を開き、金森通倫、小崎弘道、J・H・バラが演説し、2000名の聴衆が集まり、翌日は3000人が集まった。翌年1883年(明治16年)には演説会改め大説教大会が浅草の井生村楼を会場に行われた。
1885年(明治18年)5月には、京都府で第四回全国基督信徒大親睦会が行われる。この会をもって福音同盟会と改称し、親睦会は発展的に解消された。
教会史家の土肥昭夫はこの親睦会について草創期における小数キリスト者の一致、結束を象徴する集会であったが、これを直ちに教派の一致運動とみなすことはできない。と述べているが、これ以降日本の教会は教会合同路線に向かっていった。

## 参加者の逸話

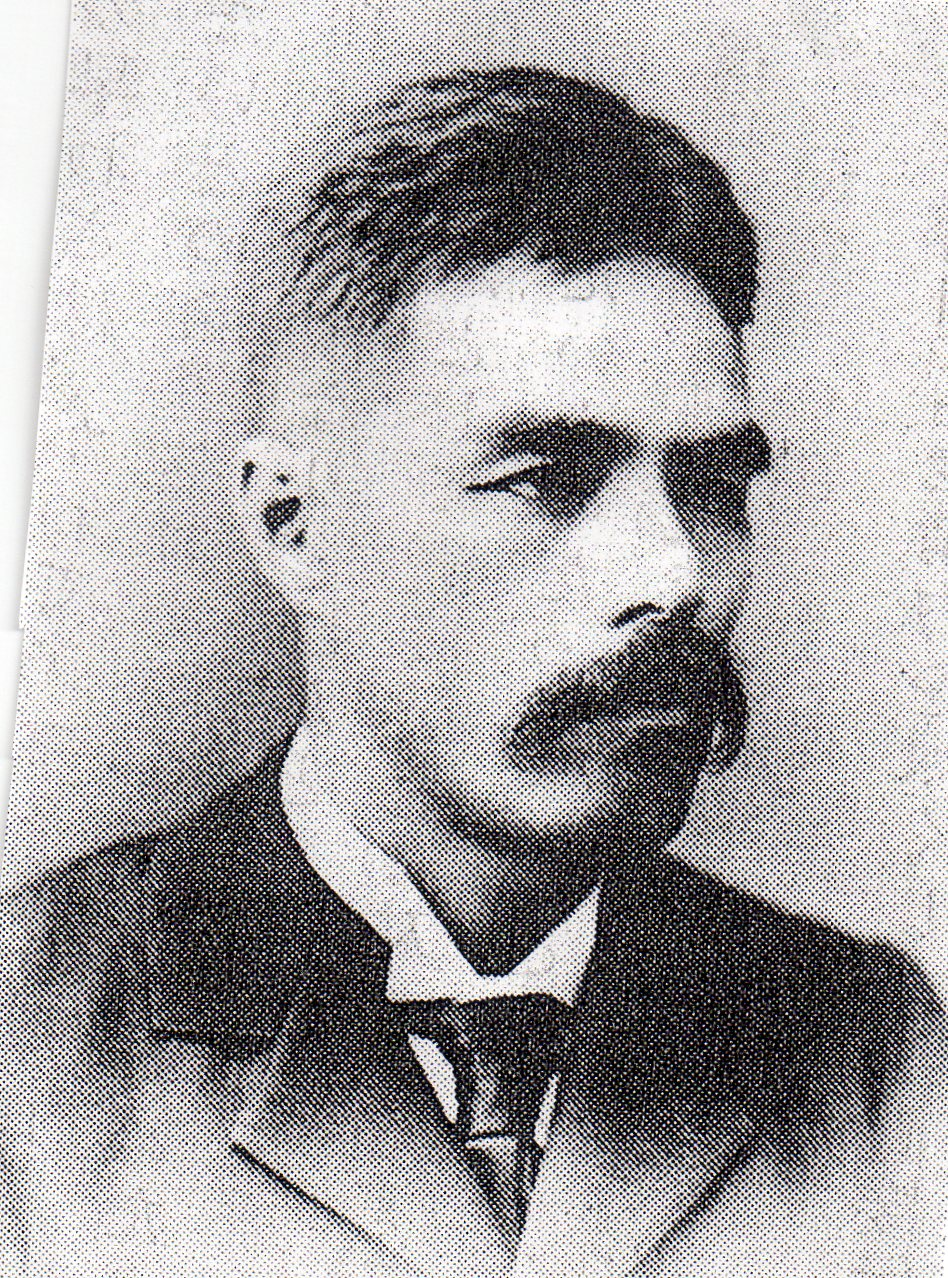
幹部の一人であった内村鑑三(1901年撮影)

- 新島襄は感激して「十年ならずして、我が国は、基督教国になるであろう」と述べた。
- 内村鑑三も最初の演説「空の鳥と野の百合花」を行い、注目を浴びた。[注釈 1]
- 押川方義は「基督教に適するものを教ふ」と題下、大熱弁を振るい、新島いたく感動せる。また仙台に打電し「非常時来た、集まりて熱心に祈れ」と教会員に指令した。[4][5]
- 韓国最初のプロテスタントの信徒の一人とされている李樹廷も出席し、朝鮮語で祈祷を捧げ、漢文で信仰告白を表明する。[6]

## プログラム

### 初日(5月8日火曜日)
- 「祈祷」新榮會堂(午前9時~10時)
- 「議事」新榮會堂(午前10時~12時)
- 「歓迎演説」新榮會堂津田仙(午後2時~2時半)
- 「各地景況」新榮會堂

### 第2日(5月9日水曜日)
- 「議事」浅草會堂(午前9時~12時)
- 「演説」於・井生村樓
- 「題名未定」吉岡弘毅(東京)
- 「法律ト信仰ノ関係」海老名弾正(安中)
- 「聖書ト解釈」稲垣信(横浜)
- 「献身ノ道」金森通倫(岡山)
- 「題名未定」上原方立(大阪)
- 「一身上ノ信仰」小崎弘道(東京)
- 「傳道論」新島襄(西京)

### 第3日(5月10日木曜日)
- 「議事」浅草會堂(午前9時~10時)
- 「演説」於・井生村樓(午後1時~)
- 「公ノ鳥ト野ノ百合花」内村鑑三(札幌)
- 「基督教教會ノ傳道」宮川經輝
- 「基督教二適スルモノヲ教フ」押川方義(仙台)
- 「責任論」杉浦義一(兵庫)
- 「人ハ万物ノ零」木村熊二(東京)
- 「荏弱者ノ勝利」伊勢時雄(今治)
- 「爾ハ誰ゾ」松山高吉(神戸)
- 「我國ノ神道、仏法遺存ノ道」平岩愃保(甲府)

### 第4日(5月11日金曜日)
- 「聖餐」新榮會堂
- 説教者 新島襄
- 執行者 奥野昌綱

### 第5日(5月12日土曜日)
- 午前8時より東京九段下鈴木真一写真展で記念撮影
- 「郊遊」飛鳥山邊(午前から)

## 集合写真の幹部

### 最前列(右より)
- 海老名弾正(26歳、群馬県安中市在住、日本基督伝道会安中教会牧師、元熊本藩士熊本バンド)
- 栗村左衛八(33歳、東京府築地在住、メソジスト監督教会最初の日本人伝道者、元会津藩士、)
- 湯浅治郎(32歳、群馬県安中市在住、群馬県会議員、実業家)
- 李樹廷(40歳、東京在住、韓国出身、東京外国語学校教師、韓国最初のプロテスタント受洗者の一人)
- 津田仙(45歳、東京府在住、実業家、津田梅子の父、元佐倉藩士)
- 松山高吉(35歳、神戸市在住、牧師、明治元訳聖書の日本人委員、阪神バンド)
- 奥野昌綱(59歳、東京府在住、日本最初の牧師の一人、元幕臣および元輪王寺宮家臣)
- 中島虎次郎(年齢不詳、大阪府在住、大阪川口教会の伝道師)

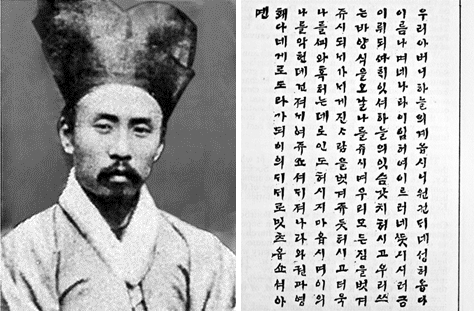
韓国最初のクリスチャンである李樹廷

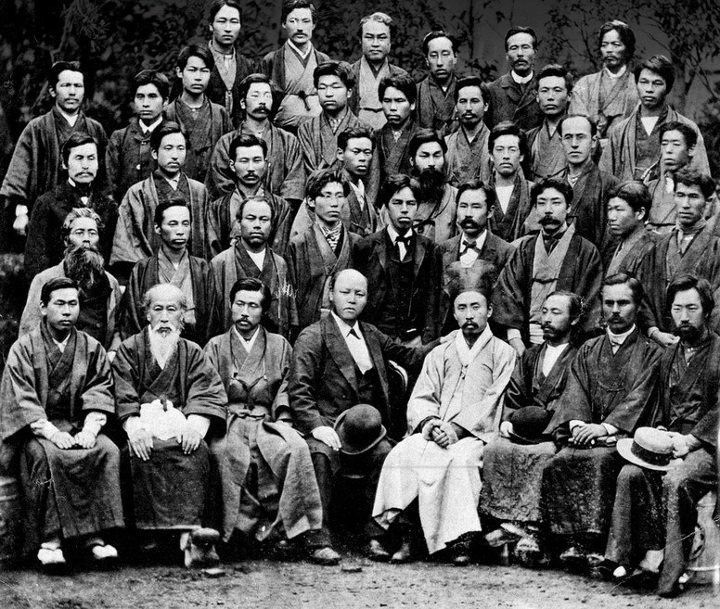
1883年5月12日鈴木真一氏の写真館で撮影された第三回全国基督信徒大親睦会の幹部の記念写真

### 前から2列目
- 石原保太郎(25歳、東京府在住、日本基督一致教会新栄教会牧師)
- 寺澤久吉(年齢不詳、日本聖公会祭司)
- 木村熊二(38歳、東京府在住、牧師、教育者)
- 新島襄(40歳、京都府在住、アメリカン・ボード宣教師、同志社英学校初代校長、元安中藩士)
- 内村鑑三(22歳、東京都在住、農商務省 (日本)の職員、後の無教会派の創始者、札幌バンド)
- 辻鋳夫(年齢不詳)
- 牧岡鉄弥(28歳、東京府在住、日本聖公会聖パウロ教会仮牧師)
- 平岩愃保(26歳、静岡在住、カナダ・メソジスト教会甲府教会牧師、静岡バンド)
- 森田太平(年齢不詳)

### 前から3列目
- 小出市兵衛(年齢不詳、静岡県三島市の質屋で三島教会長老、後の薔花女学校(バラ学校)の幹事)
- 稲垣信(34歳、横浜市在住上田藩士、日本基督一致教会横浜海岸教会牧師)
- 横井時雄(25歳、京都府在住、同志社英学校教師、熊本バンド)
- 宮川経輝(26歳、大阪府在住、日本基督伝道会社大阪基督教会牧師)
- 青山準二郎(29歳、東京府在住、東京一致神学校神学生、後の日本基督教会牧師、元村上藩士)
- 井深梶之助(28歳、東京府在住、東京一致神学校教師、後の明治学院2代目院長、元会津藩小姓、横浜バンド)
- 加藤勇次郎(25歳、京都府在住、同志社女学校教師、熊本バンド)
- 大儀見元一郎(38歳、東京府在住、日本基督一致教会麹町教会牧師、後の東山学院教授、元幕臣)

### 前から4列目
- 上原方立(22歳、大阪府在住、大阪島之教会仮牧師、熊本バンド)
- 和田秀豊(29歳、東京府在住、日本基督一致教会芝教会牧師、元薩摩藩士、横浜バンド)
- 押川方義(31歳、仙台市在住、日本基督一致教会仙台東一番丁教会牧師、元松山藩士、東北学院創設者(初代院長)横浜バンド )
- 金森通倫(25歳、岡山市在住、日本基督伝道会社岡山教会牧師、熊本バンド)
- 植村正久(25歳、東京府在住、日本基督一致教会牧師、後の番町教会(1887年創立)牧師、元旗本、横浜バンド)
- 小崎弘道(25歳、東京府在住、東京第一基督教会(後の霊南坂教会)牧師、元熊本藩士、熊本バンド)
- 服部綾雄(20歳、東京府在住、築地大学校幹事、後の日本基督教会牛込教会牧師、また衆議院議員、横浜バンド)
- 長坂毅(年齢不詳、米国留学から帰国後、横浜市元町谷戸坂に「花屋よしの」を開業した。)
- 伊藤藤吉(年齢不詳、静岡県三島市在住、日本基督三島教会初代牧師、横浜バンド)

### 最後列
- 聖書販売人(氏名不詳、年齢不詳)
- 南小柿州吾(洲吾)(28歳、横浜市在住、日本基督一致教会横浜指路教会初代長老、後のカナダ・メソジスト教会名古屋教会牧師、元蘭方医、横浜バンド)
- 熊野雄七(32歳、東京府在住、共立女学校幹事、元大村藩士、横浜バンド)
- 吉岡弘毅(35歳、東京府在住、本郷日本基督一致教会(本郷中央教会)長老、「海ゆかば」の作曲者信時潔の実父。元公家家臣)
- 三浦徹(32歳、東京府在住、日本基督一致教会両国教会牧師、元沼津藩士)
- 浅川広湖(25歳、東京在住、カナダ・メソジスト教会下谷教会牧師)、東洋英和学校会社社長、元幕臣の子弟[1]。